# Vía Binaria del Puerto
La Vía Binaria del Puerto es una avenida ubicada en la ciudad de Río de Janeiro, Brasil. Se ubica en los barrios de Gamboa y Santo Cristo en la zona central de la ciudad. Con cerca de 3.5 kilómetros de extensión, es una vía paralela a la Avenida Rodrigues Alves que va desde la Rodoviária Novo Rio hasta el túnel Rio450.
Fue inaugurada el 2 de noviembre del 2013 en una ceremonia que contó con la presencia del entonces alcalde carioca Eduardo Paes. La vía fue construida en el contexto del Porto Maravilha, una operación urbana que buscó revitalizar la Zona Portuaria de Río de Janeiro. Su función es recoger el tráfico local. La vía recibió el nombre de "Binaria del Puerto" al estar constituida por dos vías cada una con un solo sentido (Centro y Viaducto del Gasómetro) y por estar situada en las cercanías del puerto de Río de Janeiro.

## Historia

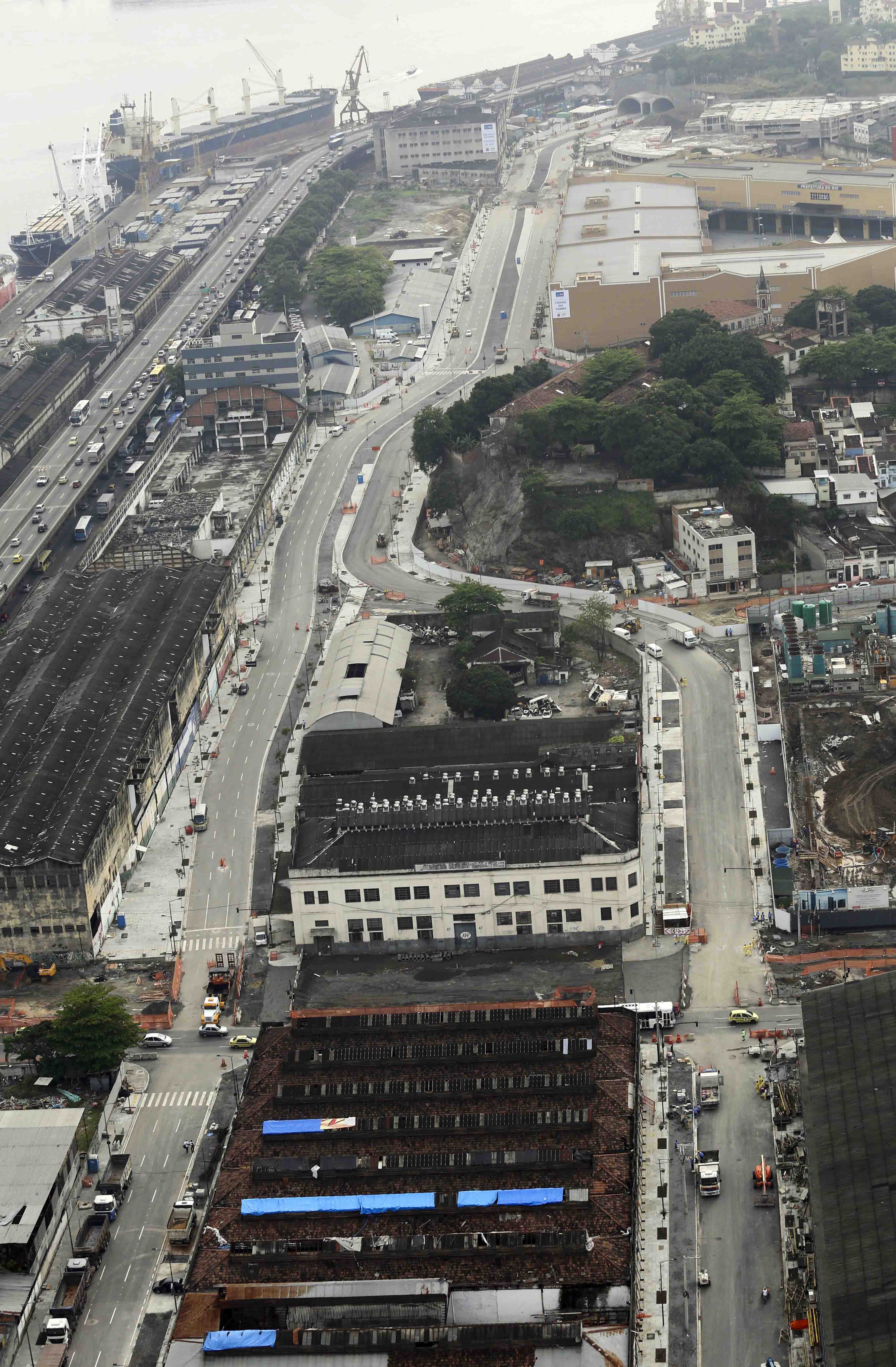
Foto aérea de la Vía Binaria del Puerto en obras, en el barrio de Santo Cristo en el 2013.

Poco tiempo después de asumir el cargo de alcalde de Río, Eduardo Paes planeó en el 2010 demoler parte del Elevado da Perimetral, sustituyéndolo por un túnel subterráneo dentro de las obras del Porto Maravilha. Posteriormente, el 24 de noviembre del 2011, el alcalde anunció que el elevado sería demolido en su totalidad y no sólo un tramo. En ese contexto, la Vía Binaria del Puerto asumiría el papel de distribución del tráfico vehicular a lo largo de la Zona Portuaria de Río de Janeiro, función que hasta entonces realizaba la Avenida Rodrigues Alves.
Las obras de implementación de la vía fueron iniciadas el 21 de septiembre del 2011, con el inicio de la construcción del Túnel da Saúde, continuando con la remodelación de las calles ya existentes y que integrarían la nueva vía.
Antes de abrirse definitivamente, la Vía Binaria del Puerto, fue probada durante el mes de octubre del 2013 en tres oportunidades. La primera el día 20 con la participación del alcalde Paes; ya en la segunda oportunidad, el día 24, se hicieron ajustes debido a problemas en la señalización y falta de información; por último, en la tercera oportunidad, el día 27, no hubo lentitud del tránsito.
La vía fue inaugurada junto con el Túnel Arquitecta Nina Rabha el 2 de noviembre de 2013, misma fecha que marcó el cierre definitivo del tramo del Elevado da Perimetral que iba sobre la Avenida Rodrigues Alves. El día 1 de marzo del 2015, 450° aniversario de la ciudad de Río de Janeiro, se abrió el túnel Rio450, que une directamente la rúa Primero de Marzo y la Vía Binaria.

## Características
La vía se extiende por casi 3,5 kilómetros entre la avenida Francisco Bicalho y la rúa Silvino Montenegro. Está categorizada como una avenida debido a su importancia para el tránsito vehicular local y porque permite la circulación de una gran cantidad de vehículos. La Vía Binaria del Puerto es fundamental para la distribución interna del tránsito en la Zona Portuaria debido a que recoge todo el tráfico proveniente de la Avenida Brasil y del Puente Rio–Niterói hasta el Centro y viceversa.
Posse tres carriles en sentido al Centro y otras tres en el sentido inverso rumbo al Viaduto do Gasômetro. En algunos tramos de la vía se extienden además rieles para la circulación de coches del VLT Carioca. El Túnel Arquitecta Nina Rabha integra la vía, penetrando el Morro da Saúde.

## Puntos de interés
Los siguientes puntos de interés se encuentran en la Vía Binaria del Puerto:
- Terminal de Ómnibus de Río de Janeiro
- Hospital del Cáncer II (HC II) del Instituto Nacional de Cáncer (INCA)
- Sede Ecuador del Instituto Brasileño de Geografía y Estadística (IBGE)
- AC Hotel Río de Janeiro Porto Maravilha
- Barracón de Acadêmicos do Sossego
- Barracón de Unidos do Porto da Pedra
- Barracón de Alegria da Zona Sul
- Barracón de Unidos do Viradouro
- Barracón de Inocentes de Belford Roxo
- Hospital de Gamboa
- Ciudad de la Samba Joãozinho Trinta
- AquaRio
- Plaza Muhammad Ali
- Fábrica de Espectáculos del Teatro Municipal
- Complejo de edificios donde funcionó el Moinho Fluminense